# Eriogonum rubricaule
Eriogonum rubricaule là một loài thực vật có hoa trong họ Rau răm. Loài này được Tidestr. mô tả khoa học đầu tiên năm 1923.